# سامي أبو حمدان
سامي أبو حمدان ( 21 مارس 1976-) ممثل لبناني

## حياته
درس تقديم البرامج وبعدها فن التمثيل عمل بداية كمدير تسويق في إحدى أكبر الشركات الكويتية في الكويت، وعمل وقتها في تصوير الإعلانات التجارية ومثل الكثير من الماركات التجارية على اختلافها بوصفه الوجه الإعلاني لها

### حياته الأسرية
تزوج مرة واحدة وانفصل عن زوجته لاحقا 

## مشواره المهني
عاد إلى بيروت وصور أول عمل درامي له مع باسم فغالي في مسلسل (قصاقيص أنتيكا) و جسد حلقة بتمثيل إيمائي من دون أن ينطق كلمة». ، ثم سافر إلى مصر للمشاركة في مسلسل (الشحرورة) الذي لعب فيه دور برهان صادق، من ثم مسلسل (أسمها لا) والذي أهله للدخول إلى نقابة الفنانين المحترفين في لبنان تزامناً مع تقديمي لأدوارٍ عديدة كانت لافته ومهمة قدم احتفالات مباشرة على المسارح . انطلاقته عربيا كانت من خلال مسلسل زيرو فور أما العمل الذي وضعه على طريق النجومية فكان اخترب الحي كما قدم أعمالا عدة مع المنتج زياد شويري وشركة مروى غروب

### دعمه للقضايا الإنسانية
في يونيو 2018 شارك في مسيرة في الطبيعة مع زميله الفنان فادي حرب وذلك دعمًا منهما للصليب الأحمر اللبناني بالتعاون مع بلدية المحيدثة وجمعية rashaya and beyond

## أعماله

### في التلفزيون
| سنة الإنتاج | اسم المسلسل              | الشخصية        |
| ----------- | ------------------------ | -------------- |
| 2023        | دهب بنت الأوتيل          | (صافي)         |
| 2020        | غربة                     | نديم           |
| 2020        | عهد الدم                 |                |
| 2020        | سر                       | باسم محسن      |
| 2019        | متل الحلم                | فؤاد           |
| 2019        | عروس بيروت               | المحامي عماد   |
| 2019        | فرج ورحمة                |                |
| 2018        | حدوتة حب- خماسية الهاجس  |                |
| 2017        | أدهم بيك                 | ضابط المخابرات |
| 2017        | بلاد العز                | عبدالله        |
| 2017        | ضلو تزكرونا -ثلاثية      | [ 6 ]          |
| 2016        | متل القمر                | سليم           |
| 2015        | قصة حب                   | عمر            |
| 2015        | علاقات خاصة              |                |
| 2015        | بنت الشهبندر             | كميل           |
| 2014        | عشرة عبيد صغار           |                |
| 2014        | ولاد البلد               |                |
| 2014        | اخترب الحي               |                |
| 2013        | حبيب ميرا                | عماد           |
| 2013        | أنياب وشعراء -الطائفة 19 | طارق           |
| 2012        | صبايا 5                  | كريم           |
| 2012        | حدود شقيقة               | عمران          |
| 2012        | حلو الغرام               | هادي           |
| 2012        | زيرو فور                 |                |
| 2012        | العائدة ج2               | فريد           |
| 2012        | غزل البنات               |                |
| 2011        | جنى العمر                | زهير كامل      |
| 2011        | أسمها لا                 |                |
| 2011        | الشحرورة                 | برهان صادق     |
| 2011        | بلا ذاكرة                |                |
| 2011        | خيوط في الهواء           |                |
| 2009        | دكتور هلا                |                |
| 1997        | الموت القادم إلى الشرق   | (حسان)         |

### في السينما
| سنة الإنتاج | الفيلم    | الشخصية            |
| ----------- | --------- | ------------------ |
| 2013        | BeBe      | فريد الطبيب النفسي |
| 2013        | إجت ساعته |                    |
| 2011        | النهاية   |                    |

### في المسرح
| سنة الإنتاج | المسرحية | الشخصية |
| ----------- | -------- | ------- |
| 2012        | مكاتيب   |         |

### في التقديم
| سنة الإنتاج | المناسبة                          |
| ----------- | --------------------------------- |
| (2018)      | مهرجان شوف الفرح                  |
| (2018)      | مهرجان الزمن الجميل               |
| (2015)      | حفل انتخاب ملكة جمال زحلة والبقاع |
| (2014)      | حفل انتخاب ملكة جمال الشوف        |

## جوائز
- لبنان: تكريم من الصليب الأحمر اللبناني مركز الناشئن الشباب راشيا وبلدية المحيدثة 2018
- لبنان: تكريم من مهرجان الشوف وجامعة MuBs 2018
- لبنان: تكريم من الصليب ابلدية البيسارية 2018
- لبنان: تكريم من ّفناني الزمن الجميل وممثلو الجيل الحالي 2015.[11]
- لبنان:تكريم من جمعية إسهام، صندوق دعم المريض 2014
- لبنان:تكريم من مهرجان الشوف التكريمي 2014
- لبنان:تكريم من حركة شباب لبنان 2014
- لبنان:تكريم من مهرجان غريفه السنوي 2013
- لبنان:الترشح لجائزة (أفضل ممثل لبناني واعد) في الموريكس دور 2013[12]
- الأردن:تكريم من الهيئة العامة للمسرح العربي ومهرجان المسرح العربي بدورته الرابعة 2012